# Trabant
Trabant var et bilmærke, der blev produceret i det nu forhenværende DDR.
Fra 1957 til 1991 blev der produceret lidt over tre millioner eksemplarer af den lille, yderst spartansk udstyrede bil med en tocylindret totaktsmotor på 600 cm³, der ydede 26 Hestekræfter. I samme periode undergik vognen kun få ændringer og tekniske forbedringer. 
Den helt overvejende del af produktionen gik til at forsyne det østtyske hjemmemarked, hvor en almindelig DDR-familie kunne vente op mod ti år på at få et eksemplar af bilen.
Trabant P50 blev præsenteret i september 1957. Forud var gået et par år med at udvikle konceptet med Luftkølet motor og Duroplastkarosseri. Trabant P50 afløste den vandkølede forhjulstrukne AWZ P70. Denne var en mellemmodel i overgangen mellem IFA F8 og Trabant P50. 
P50 modellen havde en luftkølet, tocylindret totaktsmotor på 500 cm³, der gjorde den i stand til at yde 18 hestekræfter, og en topfart på ca 95 km/t. En teknisk opgradering af motoren sammen med en fuldsynkroniseret gearkasse gjorde den i stand til at yde 20 hestekræfter.
P50 modellen kunne fås i standardudgave, samt en tofarvet luksusudgave. I en kort tid var en trefarvet(!) luksusudgave også i modeludvalget.
I 1962 blev P60 modellen præsenteret. Den havde en 600 cm³ motor, der ydede 23HK. 
Bortset fra den kraftigere motor, og et nyt instrumentbræt, er P60 stort set identisk med forgængeren. 
Med P 60 modellen kom en Stationcar version til (Kombi), og en Luxus-stationcar med liggesæder, og skydetag (Camping)
I 1964 blev efterfølgeren, Trabant P601 præsenteret. Det er den model der forblev i produktion indtil 1990. De vigtigste tekniske ændringer var; En 26HK motor (1969), 12 Volt el-anlæg (1982), Tokredsbremser (1984),Skruefjedre bag (i stedet for bladfjedre) (1986) 
P601 modellen kunne fås som Sedan, (Limousine) Stationcar, (Kombi) cabriolet/jeep udgave (Tramp) og til det østtyske militær, en Jeep udgave (Kübelwagen)
En del biler blev eksporteret til Polen, Tjekkoslovakiet, Ungarn og Bulgarien.
Vesteuropæiske lande som Finland, Grækenland, Holland, Island og Danmark aftog dog fra starten af 1960'erne til midten af 1980'erne et mindre antal eksemplarer.
Bilen opnåede kultstatus og verdensberømmelse, da Berlinmuren faldt i 1989. Lange karavaner af Trabanter med østtyskere kørte i månederne efter murens fald over den øst-vesttyske grænse, men i årene der fulgte forsvandt Trabanten fra gadebilledet i takt med at vestlige bilmærker blev tilgængelige for østtyske kunder. 
Producenten VEB Sachsenring Automobilwerke i Zwickau satte i begyndelsen af 1989 en moderniseret udgave af Trabanten i produktion, Trabant 1,1. Projektet var dødfødt. Bilen var udstyret med en 1,1 liters firetaktsmotor fra Volkswagen Polo, men bilen var stadig utidssvarende og ude af stand til at konkurrere med de vestlige mærker. 
Den 30. april 1991 forlod den sidste Trabant samlebåndet i Zwickau.

## newTrabi
Funke & Will AG, Dresden, Tyskland havde planer om i 2007 at påbegynde produktionen af en moderniseret Trabant ved navn newTrabi for firmaet Herpa, Dietenhofen i Bayern, Tyskland, hvis indehaver Klaus Schindler er Trabi-fan. Disse planer blev dog aldrig realiseret. 
Herpa bygger selv miniaturebiler. 

## Produktion
Der blev i alt bygget 3.096.099 fabriksnye eksemplarer af de forskellige typer af bilen, heraf 2.818.547 stykker af Model P601.

## Eksterne link
- Die T R A B I S E I T E alles rund um den Trabant
- Online-Newspaper zum Thema Trabant
- Listung der Veränderungen in der Produktion